# 5 000 meter för herrar i friidrott vid olympiska sommarspelen 2012

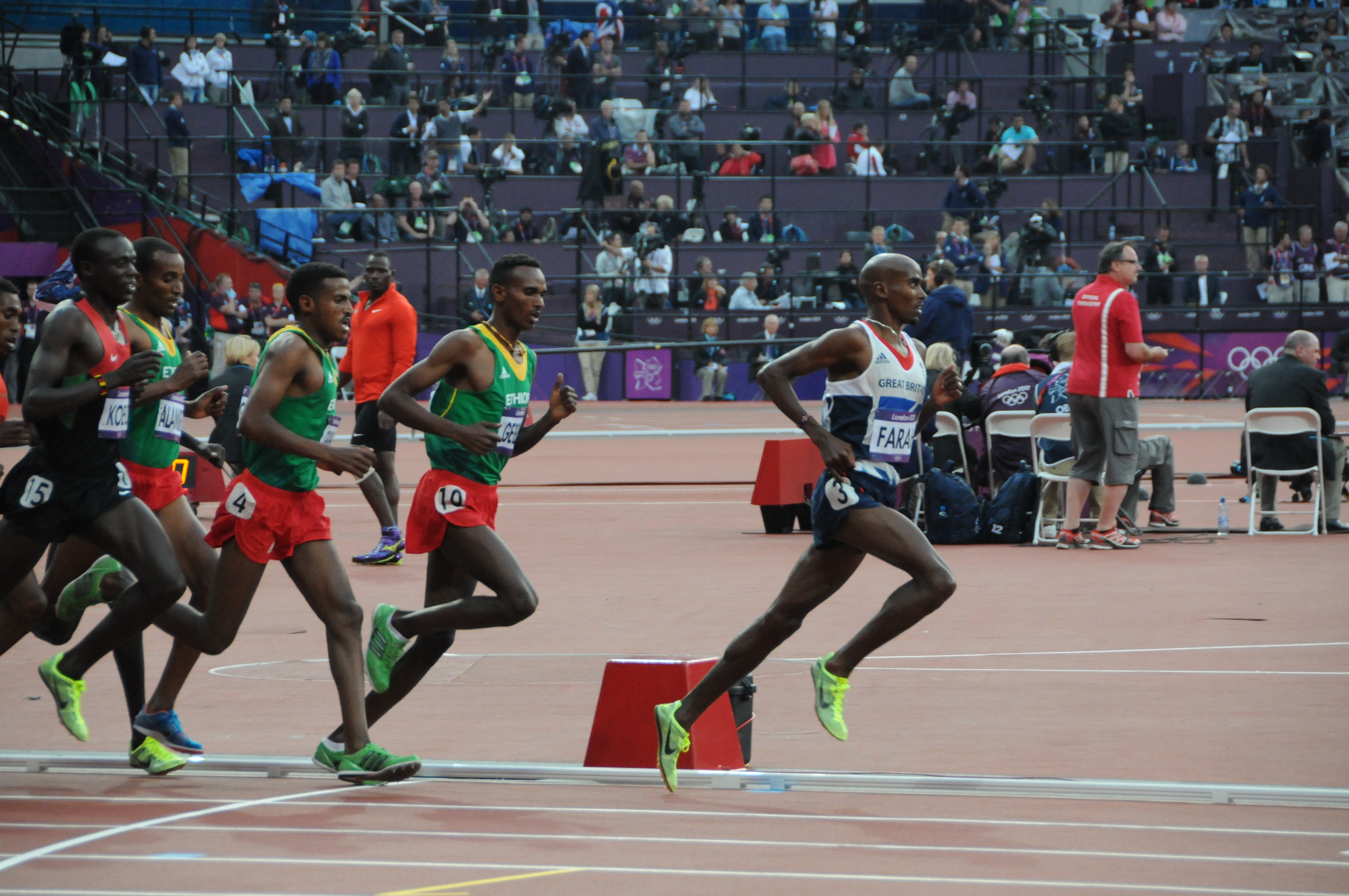
Mo Farah i slutet av finalen.

Herrarnas 5000 meter vid olympiska sommarspelen 2012, i London i Storbritannien avgjordes den åttonde och elfte augusti på Londons Olympiastadion. Tävlingen inleddes med en försöksomgång där alla deltagare deltog för att kvalificera sig till finalen. I finalen deltog 15 idrottare - lika många som i finalen i Peking 2008. Kenenisa Bekele från Etiopien var regerande mästare efter sinseger i Peking 2008.

## Medaljörer
| Event       | Guld                    | Guld                    | Silver                     | Silver                     | Brons                  | Brons                  |
| 5 000 meter | Mo Farah Storbritannien | Mo Farah Storbritannien | Dejen Gebremeskel Etiopien | Dejen Gebremeskel Etiopien | Thomas Longosiwa Kenya | Thomas Longosiwa Kenya |

## Rekord
Före tävlingarna gällde dessa rekord:
| Världsrekord (WR)     | Kenenisa Bekele (ETH)   | 12.37,35 | Hengelo, Nederländerna         | 31 maj 2004     | [ 4 ] |
| Olympiskt rekord (OR) | Kenenisa Bekele (ETH)   | 12.57,82 | Peking, Kina                   | 23 augusti 2008 | [ 5 ] |
| Världsårsbästa (WL)   | Dejen Gebremeskel (ETH) | 12:46,81 | Paris (Saint-Denis), Frankrike | 6 juli 2012     |       |

## Program
Tider anges i lokal tid, det vill säga västeuropeisk sommartid (UTC+1).
8 augusti
- 10:45 – Försök

11 augusti
- 19:30 – Final

## Resultat
- Q innebär avancemang utifrån placering i heatet.
- q innebär avancemang utifrån total placering.
- DNS innebär att personen inte startade.
- DNF innebär att personen inte fullföljde.
- DQ innebär diskvalificering.
- NR innebär nationellt rekord.
- OR innebär olympiskt rekord.
- WR innebär världsrekord.
- WJR innebär världsrekord för juniorer
- AR innebär världsdelsrekord (area record)
- PB innebär personligt rekord.
- SB innebär säsongsbästa.
- w innebär medvind > 2,0 m/s

### Försöksomgång
Den inledande försöksomgången ägde rum den 8 augusti.

#### Heat 1
| Placering | Idrottare               | Nation         | Tid      | Noteringar |
| --------- | ----------------------- | -------------- | -------- | ---------- |
| 1         | Hayle Ibrahimov         | Azerbajdzjan   | 13.25,23 | Q          |
| 2         | Isiah Kiplangat Koech   | Kenya          | 13.25,64 | Q          |
| 3         | Mo Farah                | Storbritannien | 13.26,00 | Q          |
| 4         | Lopez Lomong            | USA            | 13:26.16 | Q          |
| 5         | Hagos Gebrhiwet         | Etiopien       | 13:26.16 | Q          |
| 6         | Edwin Cheruiyot Soi     | Kenya          | 13:27.06 |            |
| 7         | Arne Gabius             | Tyskland       | 13:28.01 |            |
| 8         | Daniele Meucci          | Italien        | 13:28.71 |            |
| 9         | Moukheld Al-Outaibi     | Saudiarabien   | 13:31.47 |            |
| 10        | Bilisuma Shugi          | Bahrain        | 13:31.84 |            |
| 11        | Hassan Hirt             | Frankrike      | 13:35.36 |            |
| 12        | Yuki Sato               | Japan          | 13:38.22 |            |
| 13        | David McNeill           | Australien     | 13:45.88 |            |
| 14        | Olivier Irabaruta       | Burundi        | 13:46.25 |            |
| 15        | Aziz Lahbabi            | Marocko        | 13:47.57 |            |
| 16        | Amanuel Mesel           | Eritrea        | 13:48.13 | SB         |
| 17        | Collis Birmingham       | Australien     | 13:50.39 |            |
| 18        | Sergej Lebid            | Ukraina        | 13:53.15 |            |
| 19        | Geofrey Kusuro          | Uganda         | 13:59.74 | SB         |
| 20        | Hussain Jamaan Alhamdah | Saudiarabien   | 14:00.43 |            |
| 21        | Rene Herrera            | Filippinerna   | 14:44.11 | PB         |
| −         | Teklemariam Medhin      | Eritrea        | DNS      |            |

#### Heat 2
| Placering | Idrottare                 | Nation         | Tid      | Noteringar |
| --------- | ------------------------- | -------------- | -------- | ---------- |
| 1         | Dejen Gebremeskel         | Etiopien       | 13.15,15 | Q          |
| 2         | Yenew Alamirew            | Etiopien       | 13.15,39 | Q          |
| 3         | Thomas Pkemei Longosiwa   | Kenya          | 13.15,41 | Q          |
| 4         | Bernard Lagat             | USA            | 13:15.45 | Q          |
| 5         | Abdalaati Iguider         | Marocko        | 13:15.49 | Q          |
| 6         | Galen Rupp                | USA            | 13:17.56 | q          |
| 7         | Moses Ndiema Kipsiro      | Uganda         | 13:17.68 | q          |
| 8         | Cameron Levins            | Kanada         | 13:18.29 | q, PB      |
| 9         | Juan Luis Barrios         | Mexiko         | 13:21.01 | q          |
| 10        | Mumin Gala                | Djibouti       | 13:21.21 | q, SB      |
| 11        | Abrar Osman Adem          | Eritrea        | 13:24.40 |            |
| 12        | Nick McCormick            | Storbritannien | 13:25.70 |            |
| 13        | Polat Kemboi Arikan       | Turkiet        | 13:27.21 |            |
| 14        | Rabah Aboud               | Algeriet       | 13:28.38 |            |
| 15        | Abraham Kiplimo           | Uganda         | 13:31.57 |            |
| 16        | Craig Mottram             | Australien     | 13:40.24 |            |
| 17        | Alistair Ian Cragg        | Irland         | 13:47.01 |            |
| 18        | Soufiyan Bouqantar        | Marocko        | 13:47.63 |            |
| 19        | Javier Carriqueo          | Argentina      | 13:57.07 | SB         |
| 20        | Abdullah Abdulaziz Aljoud | Saudiarabien   | 14:11.12 |            |
| 21        | Ruben Sança               | Kap Verde      | 14:35.19 |            |

### Final
Finalen hölls den 11 augusti.
| Placering | Idrottare               | Nation         | Tid      | Noteringar |
| --------- | ----------------------- | -------------- | -------- | ---------- |
| 1         | Mo Farah                | Storbritannien | 13.41,66 |            |
| 2         | Dejen Gebremeskel       | Etiopien       | 13.41,98 |            |
| 3         | Thomas Pkemei Longosiwa | Kenya          | 13.42,36 |            |
| 4         | Bernard Lagat           | USA            | 13.42,99 |            |
| 5         | Isiah Kiplangat Koech   | Kenya          | 13.43,83 |            |
| 6         | Abdalaati Iguider       | Marocko        | 13.44,19 |            |
| 7         | Galen Rupp              | USA            | 13.45,04 |            |
| 8         | Juan Luis Barrios       | Mexiko         | 13.45,30 |            |
| 9         | Hayle Ibrahimov         | Azerbajdzjan   | 13.45,37 |            |
| 10        | Lopez Lomong            | USA            | 13.48,19 |            |
| 11        | Hagos Gebrhiwet         | Etiopien       | 13.49,59 |            |
| 12        | Yenew Alamirew          | Etiopien       | 13.49,68 |            |
| 13        | Mumin Gala              | Djibouti       | 13.50,26 |            |
| 14        | Cameron Levins          | Kanada         | 13.51,87 |            |
| 15        | Moses Ndiema Kipsiro    | Uganda         | 13.52,25 |            |